# Cetopsidae
Cetopsidae – rodzina słodkowodnych ryb sumokształtnych (Siluriformes). Obejmuje około 40 gatunków.

## Zasięg występowania
Ameryka Południowa.

## Klasyfikacja
Rodzaje zaliczane do tej rodziny są grupowane w 2 podrodzinach:
- Cetopsinae: Cetopsidium – Cetopsis – Denticetopsis – Paracetopsis
- Helogeninae: Helogenes

Rodzajem typowym jest Cetopsis.